# جژکی
جژکی (به لهستانی:  Dzieżki) یک روستا در لهستان است که در گمینا مونگکی واقع شده‌است.